# Thomas le petit train : Opération secours sur l'île de Brume
 (octobre 2023).
Si vous disposez d'ouvrages ou d'articles de référence ou si vous connaissez des sites web de qualité traitant du thème abordé ici, merci de compléter l'article en donnant les références utiles à sa vérifiabilité et en les liant à la section « Notes et références ».
Série Thomas et ses amis
Le Héros de Chicalor
(2009) Bazar chez les locomotives
(2011)
Pour plus de détails, voir Fiche technique et Distribution.
Thomas le petit train : Opération secours sur l'île de Brume (Thomas & Friends: Misty Island Rescue) est un film britannique réalisé par Greg Tiernan, sorti en 2010. Il est issu de la franchise Thomas et ses amis.

## Synopsis
Le gros contrôleur envoie Thomas à la Carrière de la Montagne Bleue. Luke, une locomotive verte, s’y cache grâce à ceux de Belle Vue, par peur d’être chassé des contrôleurs pour sa bêtise. Il l’adopte et apprend le plongeon et la casse du chef d’atelier Victor qui déchargeait dans le port. Il le réunit avec Luke et les contrôleurs pour prouver son innocence malgré Diesel. L’amitié débute.

## Fiche technique
- Titre : Thomas le petit train : Opération secours sur l'île de Brume
- Titre original : Thomas & Friends: Misty Island Rescue
- Réalisation : Greg Tiernan
- Scénario : Sharon Miller d'après la série télévisée Thomas et ses amis basée sur les livres de Wilbert Vere Awdry
- Musique : Robert Hartshorne
- Production : Nicole Stinn, Denise Green
- Société de production : HIT Entertainment
- Société de distribution : Alliance Atlantis Vivafilm, Zouzous
- Pays :  Royaume-Uni
- Genre : Animation, Fantasy, Aventure, Comédie
- Durée : 58 minutes
- Dates de sortie : 
  - Royaume-Uni : 2 octobre 2010
  - Canada : 7 septembre 2010
  - France : 9 novembre 2011

## Distribution
- Michael Angelis : Narrateur
- Ben Small : Thomas, Ferdinand et Toby
- Matt Wilkinson : Bash, Rocky, Cranky, Victor, Kevin, Gestionnaire de quai, Diesel 10, Salty et Captain
- Keith Wickham : Edward, Henry, Gordon, James, Percy, Whiff, Dash, Salty, Captain, Harold et Sir Topham Hatt
- Kerry Shale : Diesel, Henry, Gordon, James, Dash, Harold, Kevin et Sir Topham Hatt
- Teresa Gallagher : Emily
- Togo Igawa : Hiro
- Michael Brandon : Narrateur et Diesel
- Martin Sherman : Thomas et Percy
- William Hope : Bash, Whiff, Rocky, Edward, Toby et Gestionnaire de quai
- Jules de Jongh : Emily
- Glenn Wrage : Ferdinand et Cranky
- David Bedella : Victor